# バタシー発電所のポップ・カルチャー利用

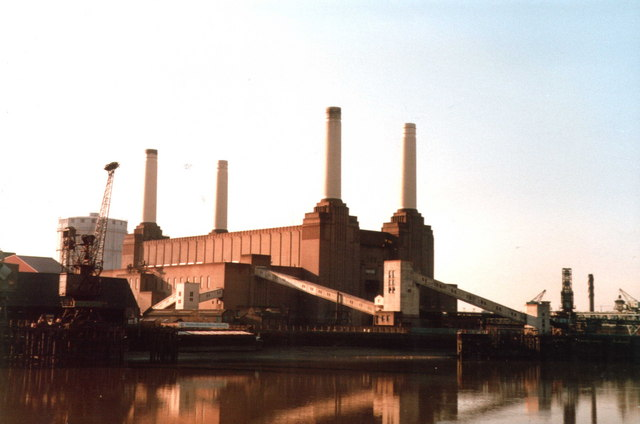
バタシー発電所を北側のテムズ川河岸（ピムリコ地区）から望んだ写真、1986年11月

バタシー発電所は、1930年代の開所以来、アイコニックな建物として様々なメディアやカルチャーに利用されてきた。ロックやポップ・ミュージックのアルバム・カバーや、ミュージック・ビデオ、映画やテレビドラマにも数多く使われている。この項目では、バタシー発電所のポップ・カルチャー利用について述べる。

## 音楽

### アルバム・アートワーク

#### ピンク・フロイドの『アニマルズ』

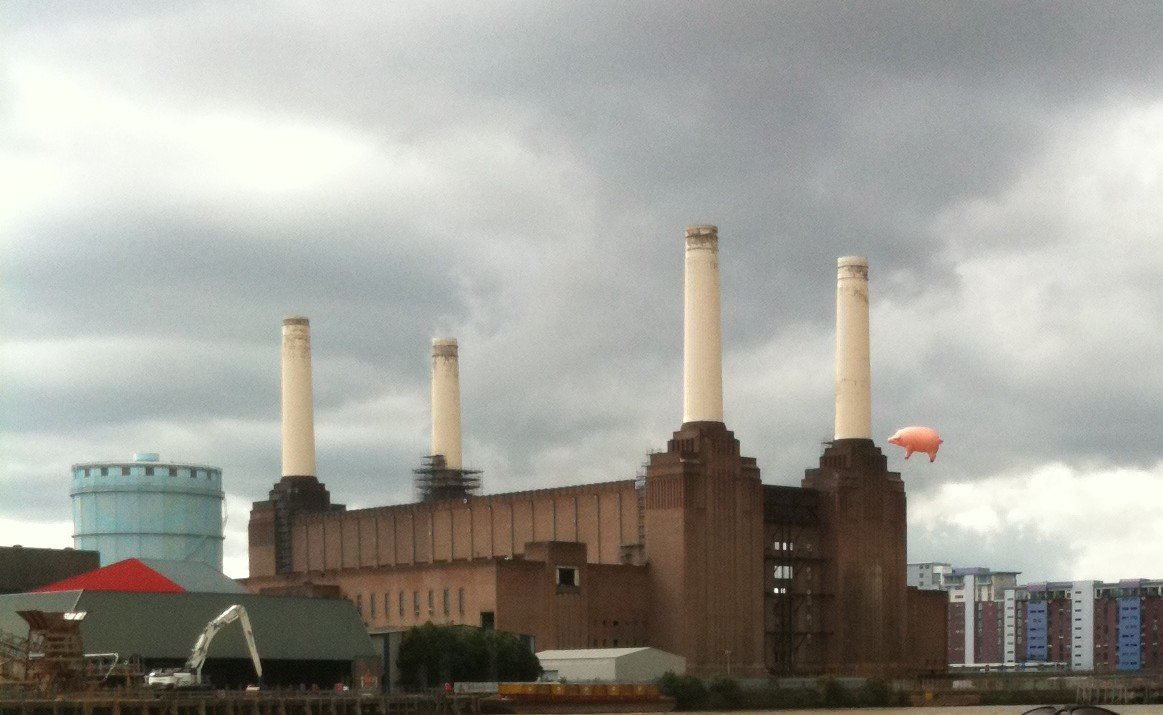
再発版アルバムの発売を記念し、『アニマルズ』のジャケット写真を再現した1枚

バタシー発電所に関する本を出版したピーター・ワッツ（英: Peter Watts）は、発電所が世界中に知られるきっかけとして、ピンク・フロイドが1977年に発売したアルバム『アニマルズ』を挙げている。長年ピンク・フロイドと共同制作していたデザイン・スタジオ、ヒプノシスが手掛けたアルバムのジャケット写真は、1976年12月初旬に、アルギー（英: Algie）と名付けられたブタ形のゴム風船 (Pink Floyd pigs) を、発電所の真上に浮かばせて撮影された。この風船はドイツのバローン・ファブリーク（独: Ballon Fabrik）製で、オーストラリアの芸術家ジェフリー・ショウがデザインした。30フィート (9.1 m)もの巨大なブタは、発電所南側の煙突2本の間へ浮かべられた。撮影中、括り付けが緩かったために、このブタ形風船は漂流して、ヒースロー空港の飛行経路へ迷い込んでしまった。警察のヘリコプターを用いて捜索したところ、風船はケント州に着地しているのが発見された。この時ビデオ撮影された一場面は、楽曲『翼を持った豚』のプロモーション・ビデオで使われている。アルバムは、発電所で1977年1月に行われたイベントで正式に売り出された。
ピンク・フロイドのこのアルバム写真は、様々な形で言及され、パロディやオマージュも多い。例えば次のようなものがある。
- ジ・オーブが1991年に発表したアルバム "The Orb's Adventures Beyond the Ultraworld" (en) のアメリカ版カバー[5]。
- レス・クレイプール（英語版）のフロッグ・ブリゲード (en) が2001年に出したアルバム『ライブ・フロッグス・セット2（英語版）』のバックカバー。このアルバムは、全体が『アニマルズ』のカバーとなっている[6]。
- 映画『トゥモロー・ワールド』で空に浮かぶブタが登場するシーン[7]。
- 映画『ナニー・マクフィーと空飛ぶ子ブタ』（→後述）。

#### その他のアーティスト

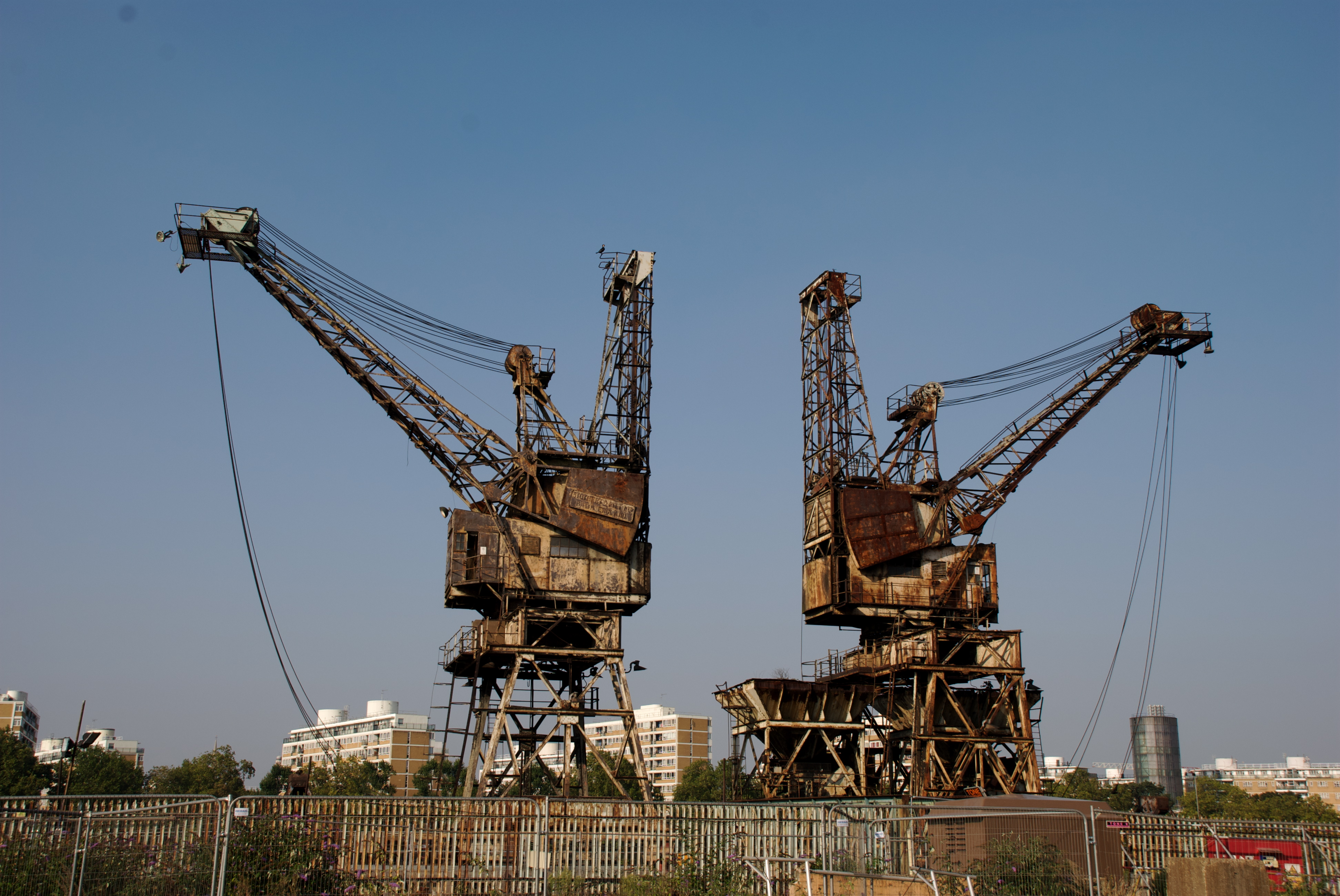
ロンドン・エレクトリシティのシングルにも使われた、発電所で石炭運搬用に使われたクレーン

発電所は、他にも次のようなアルバム・アートワークに登場する。
- ザ・フーが1973年に出したアルバム『四重人格』のブックレット[8][9]。
- ホークウインドが1977年に出したアルバム "Quark, Strangeness and Charm" (en) のスリーブ写真[10][11]。B発電所のコントロール・ルームが用いられている。
- UFOが1977年に出したアルバム『新たなる殺意（Lights Out）』のアルバムジャケットで、発電所内部で撮影された写真が使われている。デザインは『アニマルズ』と同じくヒプノシス[12]。
- ヤン・ハマーが1988年に発売した12インチシングル "The Runner (marathon mix)" のカバー[13][14]。
- モリッシーが1990年に出したアルバム『ボナ・ドラッグ』のバックカバー[15][16]。
- ペトゥラ・クラークが2001年に発売したボックス・セット "Meet Me in Battersea Park のカバー[17]。
- ロンドン・エレクトリシティが2005年に出したアルバム『パワー・バラッズ』のカバー[18]。発電所に置かれた石炭を運ぶクレーンのシルエットが、同じくロンドン・エレクトリシティのシングル "Hanging Rock" で使われている[19]。
- ミューズが2009年に出したアルバム『ザ・レジスタンス』のインサイド・ケースに使われた写真[20][21]。
- 1969年にジュニアズ・アイ（英語版）が出したアルバムの名称 ("Battersea Power Station") [22]。このバンドは、デヴィッド・ボウイのスペイス・オディティでバックバンドを務めた[23]。

### ミュージック・ビデオ
発電所はミュージック・ビデオの撮影地としてもよく利用されている。
- 『アニマルズ』カバー写真撮影時に同時収録された映像が、1977年のピンク・フロイドの曲『翼を持った豚（英語版）』のプロモーション・ビデオで使われている[4]。2005年に行われたLIVE 8のパフォーマンスでは、『マネー』の演奏中にカメラがパンアウトしたところで、発電所の姿がちらりと映る。
- ザ・ジャムは、1978年のシングル『ニュース・オブ・ザ・ワールド（英語版）』のプロモーション・ビデオを、発電所の屋根上で撮影した[24]。発電所で撮影された写真は、コンピレーション・アルバム『スナップ!（英語版）』のスリーブ裏写真にも使われている[25][26]。
- ビル・ワイマンが1981年に発売したシングル "(Si Si) Je Suis un Rock Star" (en)  のプロモーション・ビデオには、発電所を背景にするシーンが存在する。
- 1982年に発表された、ヘヴィメタルバンド・ジューダス・プリーストのシングル "You've Got Another Thing Comin" (en) のビデオに発電所が登場する[27]。
- ハードロックバンド・ヨーロッパは、1988年の曲 "Open Your Heart" (en) の複数シーンを発電所で撮影した[28]。
- トーリ・エイモスは、1996年のシングル『タルーラ』のビデオを発電所内で撮影した[29]。
- アメリカのポップ・バンド、ハンソンが1997年に出した "Where's the Love" (en) のミュージック・ビデオに発電所が登場する[30]。
- 1999年には、アイアン・メイデンのボーカリスト、ブルース・ディッキンソンへ発電所が貸し出され、『マン・オブ・ソロウズ（英語版）』のビデオ撮影が行われた。
- スコットランド出身のバンド・テキサスは、1999年のシングル "In Our Lifetime" (en) のビデオを発電所内で撮影した[31]。
- 2010年にビッフィ・クライロが発表したシングル "Many of Horror" (en) では、発電所内部を使って撮影が行われた[32]。
- テイク・ザットが2010年に発表したシングル『ザ・フラッド』のビデオでは、メンバーがテムズ川を漕ぎ進んで発電所の前を通り抜けるシーンがある[33]。
- 浜崎あゆみの曲『Return Road』のビデオでは、背景に発電所が登場し、コントロール・ルームでの撮影も行われている[34]。この曲は13枚目のオリジナル・アルバム『Party Queen』に収録された。
- ワン・ダイレクションの曲『ワン・シング（英語版）』のPVで、バタシー発電所の煙突を見ることが出来る[注 2][36]。

### 歌詞
発電所が歌詞に登場したり、発電所を舞台とした曲も存在する。
- ウェールズのポップ・バンド、スーパー・ファーリー・アニマルズは、発電所に関する曲 "Battersea Odyssey" を書いている[37]。この曲は2007年のアルバム『ヘイ・ヴィーナス!（英語版）』に収録された。
- イギリスの歌手フランク・ターナー（英語版）は、曲 "The Fisher King Blues" の中で、発電所を漁夫王のすみかと表現した[38]。この曲は2013年のアルバム『テープ・デック・ハート（英語版）』に収録された。

## テレビ・映画
発電所が映画撮影に使われた最初期の例は、アルフレッド・ヒッチコック監督が1936年に撮影した映画『サボタージュ』である。発電所はオープニング・シーンに登場し、B発電所が建設される前の様子を見ることができる。
1951年の映画 "High Treason" (en) 、破壊工作員たちが英国の電力供給を混乱させるため、バタシー発電所をはじめとした発電所の破壊を企てる。映画には長尺の室内シーンが含まれている。
ヴァル・ゲストが1961年に撮影した終末ものブラック・コメディ "The Day the Earth Caught Fire" (en) では、テムズ川から濃霧が立ち上がってくるシーンなど、発電所がいくつかのキー・シーンで登場する。
世界最長のテレビドラマとして知られる、英国のSFドラマ『ドクター・フー』にも、バタシー発電所は幾度となく登場する。1964年制作のエピソード "The Dalek Invasion of Earth" (en) にでは、22世紀になって2本の煙突が破壊され、近くに原子炉が作られたバタシー発電所が登場する。2006年のエピソード『サイバーマン襲来』 ("Rise of the Cybermen") ・『鋼鉄の時代』 ("The Age of Steel") にも発電所が登場し、パラレルワールドにおけるサイバス工業のアジトとして扱われた。ロンドン市民を引き寄せてサイバーマンに改造する場所とされ、屋上には飛行船が設置された。
ビートルズが1965年に制作した映画『ヘルプ!4人はアイドル』にも発電所が登場し、「有名な発電所」（英: "a famous power station"）とのキャプション付きで紹介される。
発電所は1967年の映画 "Smashing Time" (en) に登場し、エンドシーンで爆破される。また同じ年に公開されたSF映画 "The Projected Man" (en) でも、発電所の姿を見ることができる。
A発電所のコントロール・ルームは、モンティ・パイソンの映画第4作『人生狂騒曲』（1983年）中のシークエンス「サカナを探せ」に登場した。同じくパイソンズの映画第1作『モンティ・パイソン・アンド・ナウ』（1971年）では、スケッチ「恐怖の不良集団グレバッバ族」（原題："Hell's Grannies"）冒頭で、噴煙を上げるバタシー発電所を確認することができる。また2007年12月からは、パイソンズの一員だったテリー・ギリアムによる映画『Dr.パルナサスの鏡』の撮影が発電所で行われている。
発電所は、マイケル・ラドフォードによる1984年の映画『1984』で、外装部分がロンドン地下鉄駅やヴィクトリー・マンション（英: The Victory Mansions）の外装の代用として用いられた。この作品は、ジョージ・オーウェルによる同名小説を映画化したものである。
1989年に放送が開始されたドラマ『名探偵ポワロ』では、タイトル・シーケンスに発電所を模したアニメーションが登場する。
子供向けSFシリーズ『トゥモロー・ピープル』では、1994年のエピソード "Monsoon Man"（意味：モンスーン男）に発電所が登場し、天気を変えてしまう機械のロケ地として使われた。同じく1994年に放送された、『冒険野郎マクガイバー』シリーズのテレビ映画『失われた大陸の秘宝』では、東欧の軍事キャンプとして発電所が使われている。
イアン・マッケランが出演した1995年の映画『リチャード三世』では、荒廃した発電所が、リチャード最後の戦いであるボズワースの戦いの戦場として用いられる。作品はシェイクスピアの同名戯曲を翻案したものである。
1996年に放送された、ニール・ゲイマンによるテレビシリーズ『ネバーウェア』では、発電所がロンドン・ビロウ・フローティング・マーケットの、空に浮いたランドマークとして登場した。
ABCで放送されていたテレビシリーズ『LOST』では、2006年に放送されたエピソード『天使の言葉』 (en) で、CGで描かれた発電所が登場する。ここでは「ウィドモア産業」("Widmore Construction") とのサインが明示されるが、これはドラマの主要悪役チャールズ・ウィドモアの初登場でもある。
アルフォンソ・キュアロンが2006年に撮影した映画『トゥモロー・ワールド』では、発電所が2027年の芸術省、そして "Ark of Art" として登場する。建物の内部には、政府が倒れた国から救出され、「後生」へ残すべきだと判断された芸術作品が収められている設定である。映画中では、粉砕され修復されたミケランジェロのダビデ像や、パブロ・ピカソの『ゲルニカ』がここへ収蔵されている。ピンク・フロイドのアルバム『アニマルズ』にオマージュをかけた、ブタ形の風船も登場する。
BBCのテレビシリーズ『ニュー・トリックス〜退職デカの事件簿〜』では、2007年5月に放送された第4シリーズ第5話で、バタシー発電所が重要な役割を果たす。
2007年10月には、バットマンシリーズの映画『ダークナイト』の撮影地に発電所が用いられた。発電所内部のむき出しになって荒廃した様子は、燃え尽くされた廃倉庫のロケーションとして使われた。
2008年には、マイク・リー監督の『ハッピー・ゴー・ラッキー』、ガイ・リッチー監督の『ロックンローラ』などの映画撮影に用いられた。
2010年3月に公開された映画『ナニー・マクフィーと空飛ぶ子ブタ』では、発電所がちらりと映り、その2本の煙突間に銀色の空飛ぶブタが浮かぶシーンがある（これは言うまでもなく『アニマルズ』へのオマージュである）。同年4月には、BBCのテレビシリーズ『キケンな女刑事〜バック・トゥ・80's〜』に発電所が登場している。また10月には、Sky1の番組 "Got to Dance" (en) へ向けたオーディションが発電所で行われた。
2010年の映画『英国王のスピーチ』では、A発電所のコントロール・ルームが、ジョージ6世のスピーチを放送するBBCの無線司令室とされている。
2011年のボリウッド映画『ラ・ワン』の撮影も発電所で行われた。
BBCのテレビドラマ『SHERLOCK』では、2012年に放送された第2シリーズ第1話『ベルグレービアの醜聞』で、アイリーン・アドラーとジョン・ワトスンが対峙する場所として発電所が用いられている。
2013年の映画『ワイルド・スピード EURO MISSION』にも、短時間ではあるが発電所が登場する。

## その他の文化利用
1996年に発表されたパソコンゲーム "Command & Conquer: Red Alert" (en) には、発電所によく似た構造の「パワー・プラント」が登場する。また、1999年のビデオゲーム "Grand Theft Auto: London, 1969" (en) にも発電所が登場している。2001年のビデオゲーム『エースコンバット04 シャッタードスカイ』では、ミッション "Invincible Fleet" で発電所が登場する。
近年では、発電所の建物を用いてコンサートやサーカス集団シルク・ドゥ・ソレイユの公演が行われている。2000年には、シルク・ドゥ・ソレイユの運営会社が、建物を恒久的な「都市サーカス」（英: "urban circus"）に作り替えてしまう計画を明らかにした。
2004年、写真家のヴェラ・ラター（英: Vera Lutter）が、発電所を舞台にした作品を撮り下ろした。彼女は貨物船用のコンテナを巨大なピンホールカメラに作り替え、それを建物の前に数日置いて撮影を行った。
2006年10月8日から11月5日、サーペンタイン・ギャラリーが発電所を用いて、展覧会 "China Power Station: Part I"（意味：中国の発電所：パート1）を開催した。展覧会では「並外れた出来で活気に満ちた、中国の新世代芸術家や建築家」（英: "an extraordinary and vibrant new generation of Chinese artists and architects"）による作品が展示された。
2007年には、ピンク・フロイドのブタを模して、この年公開された映画『ザ・シンプソンズ MOVIE』を宣伝するための、巨大なスパイダーピッグ (SpiderPig) 形風船が発電所上空に浮かべられた。
2008年10月23日・24日、発電所はチャンネル4によるイベント「フリーズ」（英: "Freeze"）で使用された。イベントではスノー・ジャンプや音楽演奏が行われた。
2009年発表のビデオゲーム "Colin McRae: Dirt 2" (en) では、使われなくなった発電所を疾走するレースを選択できる。発電所は2011年に発表された続編の "Dirt 3" (en) や、"Dirt: Showdown" (en) にも登場する。
2009年にBBC Radio 4で放送されたラジオドラマ "The Mouse House"（意味：ねずみの家）では、発電所を舞台としたストーリーが展開される。
2009年8月22日から、発電所はRed Bull X-Fightersの会場として使われている。
2010年4月13日には、2010年イギリス総選挙に向けた保守党のマニフェスト発表会場に用いられた。2010年5月6日・7日には、Sky Newsの選挙報道会場として発電所が用いられた。
発電所はイアン・バンクスの小説 "Dead Air" (en) のカバーに用いられている。
2011年2月28日、BBCの子ども向け番組『ブルー・ピーター』の司会を務めるヘレン・スケルトンが、発電所の煙突2本の間で高所綱渡りに成功した。これは「コミック・リリーフ」と呼ばれるチャリティ番組のため行われた企画である。
2012年、携帯電話会社のEEが、発電所へプロジェクション・マッピングを行い、自社の4Gネットワークを宣伝する、英国初の4D映像を配信した。